# Tallapoosa River
Der Tallapoosa River [tæləˈpuːsə ˈɹɪvəɹ] ist ein Fluss, der am südlichen Ende der Appalachen in Georgia entsteht, und südlich und westlich in den Bundesstaat Alabama fließt.  Dort fließt er mit dem Coosa River zusammen, um den Alabama River zu bilden.  Er wird auf seinem Verlauf von einigen Staudämmen zurückbehalten, die den Namen Harris, Martin, Yates und Thurlow (vom Norden nach Süden) tragen. Sie sind im Besitz des Unternehmens Alabama Power, das sie zur Stromerzeugung verwendet.  Der Stausee Lake Martin (nördlich von Martin Dam) ist besonders groß und wird für zahlreiche Freizeitzwecke aufgesucht, insbesondere aus der Gegend um Auburn (Alabama).  Manche Umweltschützer glauben, die Änderungen am natürlichen Flusslauf durch die Staudämme hätten negative Auswirkungen auf Fische und Tiere in der Umgebung.